# Ana Drev
Ana Drev, slovenska alpska smučarka, * 6. avgust 1985, Šmartno ob Paki.
Ana Drev je za Slovenijo nastopila na Zimskih olimpijskih igrah 2006 v Torinu, kjer je nastopila v veleslalomu in v superveleslalomu. V veleslalomu je osvojila 9., v superveleslalomu pa 45. mesto. Njena prva uvrstitev na stopničke v svetovnem pokalu je 2. mesto iz Flachaua v sezoni 2015/16, uspeh je ponovila tudi na tekmi za Zlato lisico.

### Stopničke
| Sezona | Datum           | Prizorišče         | Disciplina | Dosežek |
| ------ | --------------- | ------------------ | ---------- | ------- |
| 2016   | 17. januar 2016 | Flachau, Avstrija  | veleslalom | 2       |
| 2016   | 30. januar 2016 | Maribor, Slovenija | veleslalom | 2       |